# Голова держави
Головá держáви — людина або орган, що вважається найвищим представником держави. 
В деяких випадках (наприклад Сполучені Штати Америки) є головою виконавчої влади. В інших (наприклад Німеччина) — має лише представницькі функції. При окремих видах форм правління також є головою судової та/або законодавчої влади та/або верховним головнокомандувачем збройних сил країни.
До голів держав відносяться монархи (в т. ч. королі, царі, султани, імператори), президенти тощо.

## У світі
- Україна — Президент України
- США — Президент США
- Франція — Президент Франції
- Німеччина — Федеральний президент Німеччини
- Італія — Президент Італії
- Канада,  Австралія,  Нова Зеландія,  Велика Британія — Король Канади, Австралії, Нової Зеландії та Великої Британії
- Японія — Імператор Японії